# Eric Rosenfeld
Eric Rosenfeld ist ein Luxemburger Sänger und Gitarrist, der bei den Punkbands Versus You und Adoptees aktiv ist. In seinem 2004 gegründeten Projekt Communicaution singt er eigene Kompositionen und begleitet sich dabei meistens mit der akustischen Gitarre.

## Leben
Mit neun Jahren nahm Rosenfeld Gitarrenunterricht und bekam seine erste Gitarre geschenkt. Zwei Jahre später entdeckte er den Punk für sich. Seine ersten Songs schrieb er nur wenig später in englischer Sprache und setzte sie dann mit anderen Musikern um. Eigenen Aussagen nach hat er bis heute in ungefähr 30 Bands gespielt.

## Karriere
Obwohl er in vielen Bands spielte, blieb ihm immer noch Zeit eigene Lieder zu schreiben. Irgendwann hatte er zu viel Material, um es mit einer Band einzuspielen, also entschloss sich Rosenfeld die Lieder selbst aufzunehmen und sie unter dem Namen Communica(u)tion zu veröffentlichen.
Die Inspiration für die Texte und die Musik kommen aus dem alltäglichen Leben. Auch Depressionen und Panik-Attacken werden thematisiert, ebenso wie Liebe, Freunde, Bücher, Kunstwerke und das Tourneen.
Bands und Musiker wie Jawbreaker, The Replacements, Hüsker Dü, Crimpshrine, Wipers, Fifteen, The Psychedelic Furs, The Only Ones, Big Star, The Kinks, Jets To Brazil, The Cure, Tom Petty & the Heartbreakers, Paul Westerberg, Peter Perrett, Greg Sage, Alex Chilton, Bob Dylan, Neil Young, oder Donovan haben ihn inspiriert.
Das Release-Konzert seines Albums This Monkey Is an Artist spielte er in einem kleinen Kino, wo während des Auftritts Sam Raimis Film The Evil Dead auf der Leinwand lief.
Am 29. September 2014 verkündete Rosenfeld auf der Facebook-Seite von Communica(u)tion, dass er am Freitag, dem 3. Oktober im Exit07 in Hollerich, seine letzte Solo-Show spielen würde. Danach wird er von seinem Freund Charel Stoltz bei Auftritten begleitet, was bedeutet, dass Communicaution nun ein Duo ist.
Die erste Single des neuen Albums trägt den Namen Make No Sound und wurde am Montag, dem 10. November 2014 via Soundcloud veröffentlicht, das dazugehörige Musikvideo erschien am darauf folgenden Mittwoch.
Das neue und somit vierte Album mit dem Titel Unfixed erschien am 12. Dezember 2014. Das Album wurde größtenteils in Eric’s Kellerstudio in Luxemburg (Stadt) aufgenommen, weitere aufnahmen wurden im Holtz Sound Studio in Tuntange, wo das Album ebenfalls von Charel Stoltz gemischt wurde getätigt. Das Mastering übernahm Gavin Murphy in Göteborg, Schweden. Die Release-Party war am gleichen Tag in der Kulturfabrik in Esch/Alzette, mit dabei waren auch die beiden Ska-Bands P.O. Box aus Nancy und Los Dueños aus Luxemburg (Stadt).
Zusammen mit dem Schlagzeuger Ben Clement spielt Eric Rosenfeld in dem 2017 ins Leben gerufenen Projekt The Cutting Word lyrische Texte in Gedichtform.

## Diskografie

### AlsCommunicaution

#### Alben
- 2005: Boring Stories in G. (Svaveldioxid Records)
- 2006: This Monkey Is an Artist (Winged Skull Records) (digital bei iTunes)
- 2012: Revenge! Revenge! Revenge! (A Collection) (G Chord Records) (digital auf Bandcamp und bei iTunes)
- 2014: Try Harder (Plus 3) (digital bei iTunes)
- 2014: Unfixed (Flix Records / G Chord Records / Noiseworks Records) (digital bei iTunes)
- 2017: Pornography (Akustik-Cover-Album von The Cure's „Pornography“ Album; digital auf Bandcamp)
- 2017: I.O.U. (Kompilation mit unveröffentlichten Liedern von 2011–2015; digital auf Bandcamp und bei iTunes)
- 2017: Backseat Driver (digital auf Bandcamp und bei iTunes)
- 2018: MAX (digital auf Bandcamp)
- 2018: 37 Songs (digital auf Bandcamp)
- 2019: Need the Moon (digital auf Bandcamp)

#### EPs
- Jul. 2013: Rough Road (digital auf Bandcamp)
- Sep. 2013: Try Harder (digital auf Bandcamp)
- Jul. 2014: Diggin´ (digital auf Bandcamp und bei SoundCloud)
- Nov. 2015: Baby, You Got Eyes in the Back of Your Head (digital auf Bandcamp und bei SoundCloud)
- Mai. 2016: Don't Even Wanna Know (digital auf Bandcamp)
- Aug. 2017: Second Story Operator (digital auf Bandcamp)
- Jan. 2018: Sleep Is a Waste of Time (digital auf Bandcamp)
- Mai. 2018: Clocks Stop (digital auf Bandcamp)
- Aug. 2018: For Anneliese (digital auf Bandcamp)
- Dez. 2018: Basement Ballads (digital auf Bandcamp)

#### Singles
- Dez. 2008: We Need Direction (We Build Our Own Four Walls) (digital auf Bandcamp)
- Jan. 2013: When I Grow Up I Want to Be a Novelist (digital auf Bandcamp)
- Sep. 2014: Need to Be Alone (Version 2) (digital auf Bandcamp und bei SoundCloud)
- Okt. 2014: Song for E. (2014 Version) (digital bei SoundCloud und auf Bandcamp)
- Nov. 2014: Make No Sound (digital bei SoundCloud, iTunes und auf Bandcamp)
- Feb. 2015: Life Takes a Lifetime (digital auf Bandcamp)
- Okt. 2015: Baby, You Got Eyes in the Back Off Your Head (digital auf Bandcamp)
- Dez. 2016: Diggin (digital auf Bandcamp und by iTunes)
- Mai. 2017: Outta My Life But Not Outta My Mind (digital auf Bandcamp und bei iTunes)
- Sep. 2017: Spanish Boots (digital auf Bandcamp)

#### Cover
- Jul. 2012: Crawling Back to You (Tom Petty Cover) (digital bei SoundCloud)
- Jun. 2014: Perfect Day (Lou Reed Cover) (digital bei SoundCloud)
- Aug. 2014: Way Out West (Big Star Cover) (digital bei SoundCloud)
- Aug. 2014: Got You Down (Paul Westerberg Cover) (digital bei SoundCloud)
- Aug. 2014: Little Mascara (The Replacements Cover) (digital bei SoundCloud)
- Okt. 2014: Don't Tell Yourself It's OK (Lemonheads Cover) (digital bei SoundCloud)
- Dez. 2014: All My Life (Evan Dando Cover) (digital bei SoundCloud)
- Dez. 2014: Fever Island (Naked Raygun Cover) (digital bei SoundCloud)
- Dez. 2014: Lucky Town (Bruce Springsteen Cover) (digital bei SoundCloud)
- Jan. 2015: Thank You Friends (Big Star Cover) (digital bei SoundCloud)
- Mär. 2015: These Halls (Enemy You Cover) (digital bei SoundCloud)
- Apr. 2015: Why Don't You Kill Yourself (The Only Ones Cover) (digital bei SoundCloud)
- Mai. 2015: Opinion (Nirvana Cover) (digital bei SoundCloud)
- Jul. 2015: We (Descendents Cover) (digital bei SoundCloud)
- Jul. 2015: Fate (SNFU Cover) (digital bei SoundCloud)
- Aug. 2015: My Back Pages (Bob Dylan Cover) (digital bei SoundCloud)
- Feb. 2016: Denim Demon (Turbonegro Cover) (digital op YouTube)
- Mär. 2016: Space Oddity (David Bowie Cover) (digital auf YouTube)
- Apr. 2016: Thomas O'Malley (The Aristocats Cover) (digital auf YouTube)
- Jun. 2016: (Don't Fear) The Reaper (Blue Öyster Cult Cover) (digital auf Bandcamp)
- Okt. 2017: To Find a Friend (Tom Petty Cover)(digital auf YouTube)

### AlsEric Rosenfeld

#### Alben
- 2008: 529 (Wingedskull Records)

### MitVersus You

#### Alben
- 2006: Marathon - (CD & Digital; Fond of Life Records / New Music Distribution)
- 2008: This Is the Sinking - (CD & Digital; Winged Skull Records)
- 2009: The Mad Ones - (CD & Digital; Fond of Life Records)
- 2011: Levitate the Listener - (CD, Vinyl & Digital; Split-Album mit White Flag; Long Beach Records / Broken Silence)
- 2014: Moving On - (CD, Vinyl & Digital; Flix Records / G Chord Records / Noiseworks Records / Bomber Music / Guerilla Asso)
- 2019: Worn and Loved - (CD, Vinyl & Digital; G Chord Records / Noiseworks Records / Guerilla Asso)

#### EP
- 2014: Be Better Than Me (digital auf Bandcamp)
- 2016: Rocket to Rushmore (digital und als 3 track Split 7" Vinyl mit Killtime und The Gamits limitiert auf 333 Kopien; G Chord Records / Noiseworks Records)
- 2017: Birthday Boys (digital auf Bandcamp und iTunes und als 12" Vinyl; G Chord Records / Noiseworks Records)
- 2018: Times of War / Let's Make Love (digital auf Bandcamp)

#### Singles
- 2010: This War Is Like a Drug to You! (digital und als 7" Vinyl plus CD; G Chord Records)
- 2012: Happy Yet?! (digital und als 7" Vinyl limitiert auf 300 Kopien; G Chord Records / Noiseworks Records)
- 2014: Be Better Than Me (digital bei iTunes)
- 2016: You Better (digital und als 7" Vinyl; G Chord Records / Noiseworks Records)

#### Cover
- 2014: Sunny Afternoon (The Kinks Cover nur auf Facebook)
- 2015: Pet Sematary (Ramones Cover nur auf YouTube.com)
- 2015: Go Ahead and Cry (Sky Saxon & The Electra-Fires Cover nur auf YouTube.com)
- 2017: Rosie Won't You Please Come Home (The Kinks Cover nur auf YouTube.com)

#### Kompilationen (Auswahl)
- 2008: Luxembourg's Finest Rock & Pop 2008
- 2008: Luxembourg's Finest: A Selection by Rockhal Volume 1
- 2008: Luxembourg's Finest: A Selection by Rockhal Volume 2
- 2009: Taste Music: Rock Pop Made in Luxembourg
- 2009: Ox-Compilation #95
- 2010: This Is Fond of Life Records Vol.2
- 2011: Action Culturelle: SACEM Luxembourg Volume 2
- 2012: This Is Fond of Life Records Vol.3
- 2013: 2014: The Best Is Yet to Come! New Alternative And Indie Sounds From Cargo Digital (digital bei iTunes)
- 2015: It's a Bomber (digital bei iTunes)

### MitRise Up

#### Alben
- 2004: Death Inside (CD & digital auf Bandcamp)
- 2018: And We Hope the City Dies (digital auf Bandcamp)

#### EPs
- 2018: Not for Sale (digital auf Bandcamp)

### MitAdoptees

#### Alben
- Sep. 2015: Adopt These! (digital auf Bandcamp)

#### EPs
- Mai. 2012: Don't Belong (digital auf Bandcamp)
- Aug. 2012: Film Strips (digital auf Bandcamp)
- Mai. 2017: Crow Season (Unreleased 2012 Demos) (digital auf Bandcamp)

#### Singles
- Aug. 2015: The Craving (digital auf Bandcamp)

### MitThe Cuttin Word

#### Alben
- Nov. 2018: The Other Condition (digital auf Bandcamp)
- Apr. 2019: Fine Art (digital auf Bandcamp)

#### EPs
- Jun. 2017: Petty Spites (digital auf Bandcamp)